# Łazy Duże (województwo łódzkie)
Łazy Duże – wieś w Polsce położona w województwie łódzkim, w powiecie piotrkowskim, w gminie Rozprza.
Wieś duchowna, własność opactwa cystersów w Sulejowie położona była w końcu XVI wieku w powiecie piotrkowskim województwa sieradzkiego.
W latach 1975–1998 miejscowość administracyjnie należała do województwa piotrkowskiego. W Łazach jest 40 gospodarstw.
Wieś z okolicznymi miejscowościami połączona jest siecią dróg asfaltowych. Aktualnie nie funkcjonuje tu żaden sklep. W ciągu roku szkolnego bezpośrednie połączenie (4 razy dziennie) z Piotrkowem Trybunalskim zapewnia tamtejszy PKS oraz firma Ken-Tur. W pobliżu płynie rzeka Luciąża; miejscowość otoczona jest lasami.